# Edward Davy
Edward Davy (Ottery St Mary, 16 giugno 1806 – Malmsbury, 26 gennaio 1885) è stato un fisico, scienziato e inventore inglese. Egli ha avuto un ruolo importante nello sviluppo della telegrafia.
Davy pubblicò Outline of a New Plan of Telegraphic Communication nel 1836 e effettuò esperimenti di telegrafia l'anno successivo. Nel 1837 dimostrò un modello di lavoro del telegrafo in Exeter Hall. Gli fu concesso un brevetto per il suo telegrafo nel 1838. Tuttavia, egli fu ben presto costretto ad abbandonare le sue ricerche di telegrafia per motivi personali. Il suo brevetto fu acquistato dall'Electric Telegraph Company nel 1847.